# Non rimanere là
Non rimanere là è il primo album del cantautore italiano Mimmo Locasciulli, pubblicato dalla casa discografica Folkstudio nel 1975.

## Descrizione
Album di debutto composto da 9 brani tutti di Mimmo Locasciulli.

## Tracce

### Lato A
1. Canzone di sera – 3:08
2. Non rimanere là – 3:37
3. L'uomo del venerdì – 4:26
4. Valgren e Sam – 3:20

Durata totale: 14:31

### Lato B
1. Il tempo passa anche così – 2:37
2. Tra lo Utah e Tel Aviv – 4:30
3. 1968. Dopo – 3:19
4. L'antica stesura – 3:55
5. A Rocco – 2:57

Durata totale: 17:18

## Formazione
- Mimmo Locasciulli - voce, chitarra
- Andrea Carpi - chitarra